# قضاء كنسي
القضاء الكنسي أو الاختصاص الكنسي لا يعني حرفياً الاختصاص القضائي على رجال الكنيسة ( "القيادة الكنيسة")، ولكن اختصاص قضائي يمارسه رؤساء الكنيسة على غيرهم من القادة الدينيين والعلمانيين.
مصطلح االقضاء هنا مستعار من النظام القانوني واكتسب معنى واسع في علم اللاهوت، حيث يُستخدم على سبيل المثال في تضاد مُمَيِز له عن مصطلح الترتيب، للتعبير عن الحق في إعطاء الأسرارالمقدسة مضافاً لحق الاحتفال بها. لذلك يتم استخدامه للتعبير عن حدود السلطة الكنسية تنفيذياً أو تشريعياً. يتم استخدامه هنا كسلطة تخول حاملها من النظر والبت في القضايا بموجب القانون الكنسي.
في أذهان المحامين الرومان العلمانيين الذين استخدموا كلمة القضاء (بالإنجليزية: jurisdiction)‏ لأول مرة كانت هذه السلطة القضائية دنيوية بشكل رئيسي في أصلها وفي مجال تأثيرها. نقلت الكنيسة المسيحية الفكرة إلى الجانب الروحي كجزء من الفكرة العامة لمملكة الله التي تركز على الجانب الروحي للإنسان على الأرض.